# Exyston speciosus
Exyston speciosus är en stekelart som beskrevs av Davis 1897. Exyston speciosus ingår i släktet Exyston och familjen brokparasitsteklar. Inga underarter finns listade i Catalogue of Life.